# Republic XF-84H
Le Republic XF-84H était un avion expérimental à turbopropulseur dérivé du chasseur américain F-84F Thunderstreak. Propulsé par un turbomoteur associé à une hélice supersonique, le XF-84H avait le potentiel nécessaire pour battre le record non officiel de vitesse pour un avion à hélice, mais ne parvint pas à surmonter certains défauts aérodynamiques et mécaniques importants, ce qui mena à l'abandon du programme.
Cet avion est souvent associé au surnom de « Thunderscreech » (« Tonnerre grinçant »), qui lui a été donné par les techniciens au sol en raison du niveau de bruit extrêmement élevé produit par son hélice assez atypique. Ce surnom est toutefois absent des documents officiels du constructeur et de l'armée américaine. Avec le prototype XP-55 Ascender de la Seconde Guerre mondiale, il est l'un des très rares monomoteurs à hélice dotés d'une aile en flèche à avoir volé.

## Conception et développement
Bien que centre de développement Wright Air Development Center de l'US Air Force était le principal soutien du projet de chasseur à turbopropulseur Republic Project 3347, la création initiale venait d'un besoin de l'US Navy pour un chasseur embarqué pouvant se passer de catapulte pour son décollage. Initialement connu sous la désignation XF-106, le projet et le prototype en découlant furent redésignés XF-84H, identifiant clairement le programme comme étant une variante du F-84 plutôt qu'un appareil complètement nouveau. Avec un contrat initial prévu pour la fabrication de trois prototypes, lorsque la Navy abandonna sa commande, les XF-84H restants devinrent de purs appareils de recherche construits pour le laboratoire d'étude des hélices de l'US Air Force (Air Force’s Propeller Laboratory), à la base aérienne Wright-Patterson. Ces études avaient pour objectif de tester des hélices supersoniques et d'explorer leurs limites de fonctionnement à des régimes habituellement propres à des turboréacteurs.
Le XF-84H fut conçu en modifiant une structure de F-84F, par l'installation d'un turbopropulseur Allison XT40-A-1 de 5 850 ch (4 360 kW) à l'intérieur d'un logement placé au centre du fuselage derrière le cockpit, et en reliant ses deux turbomoteurs par des arbres de transmission de six mètres vers une boîte à engrenages puis une hélice installée dans le nez de l'avion. Le fuselage fut élargi pour pouvoir accueillir ce moteur d'une largeur assez importante. Le moteur fournissait également de la poussée à travers sa tuyère ; une postcombustion qui pouvait augmenter la puissance à 7 230 ch (5 390 kW) fut installée mais jamais utilisée. La poussée était ajustée en modifiant le pas de l'hélice Aeroproducts de 3,70 m de diamètre, constituée de trois pales en acier à extrémités carrées tournant à vitesse constante, avec les extrémités se déplaçant à environ Mach 1,8 (1 446 km/h). Afin de contrer le couple et le facteur P produits par l'hélice, le XF-84H fut équipé d'une petite dérive de lacet dorsale (dorsal yaw vane) ressemblant à un aileron de requin. L'empennage fut changé en un modèle « en T » afin d'éviter de placer les stabilisateurs horizontaux dans le flux turbulent créé par l'hélice de l'avion. En raison de leur longueur, les deux arbres de transmission étaient très enclins à se vriller sous l'action du couple produit par les moteurs, et de nombreux roulements étaient installés sur toute leur longueur. Chacun de ces roulements était surveillé de près (mesure des vibrations, température, etc.) et disposait de son propre circuit d'huile.
Le XF-84H était déstabilisé par le couple produit par son hélice, ainsi que des problèmes inhérents à la nature supersonique des pales de celle-ci. De nombreuses configurations exotiques de pales furent testées avant qu'un dessin final ne soit choisi. De nombreuses caractéristiques de conception de l'avion lui-même furent envisagées pour contrer l'important couple de l'hélice, par exemple le montage de l'entrée d'air de bord d'attaque de l'aile gauche 30 centimètres plus en avant que celle de droite, et l'emploi de volets sustentateurs gauche et droite ayant un fonctionnement différent. Les deux prototypes furent affectés de manière similaire par des problèmes de moteur qui affectaient les autres appareils équipés de turbopropulseurs T40, tels les avions d'attaque
Douglas XA2D Skyshark et North American XA2J Super Savage. Une caractéristique notable de la conception de cet avion fut qu'il s'agissait du premier appareil à avoir été doté d'une éolienne de secours (Ram Air Turbine, ou RAT). Elle était placée juste en avant de la base de la dérive verticale. Dans le cas d'une défaillance du moteur, elle était automatiquement déployée et placée dans le vent relatif créé par l'avion et produisait de la puissance électrique et hydraulique, permettant de garder un certain contrôle de l'appareil même avec le moteur coupé. En fait, en raison des très nombreux problèmes dont étaient victimes ces moteurs, les pilotes préféraient souvent par précaution voler avec la turbine déjà déployée.

## Essais en vol

### Une série d'essais courte et décevante

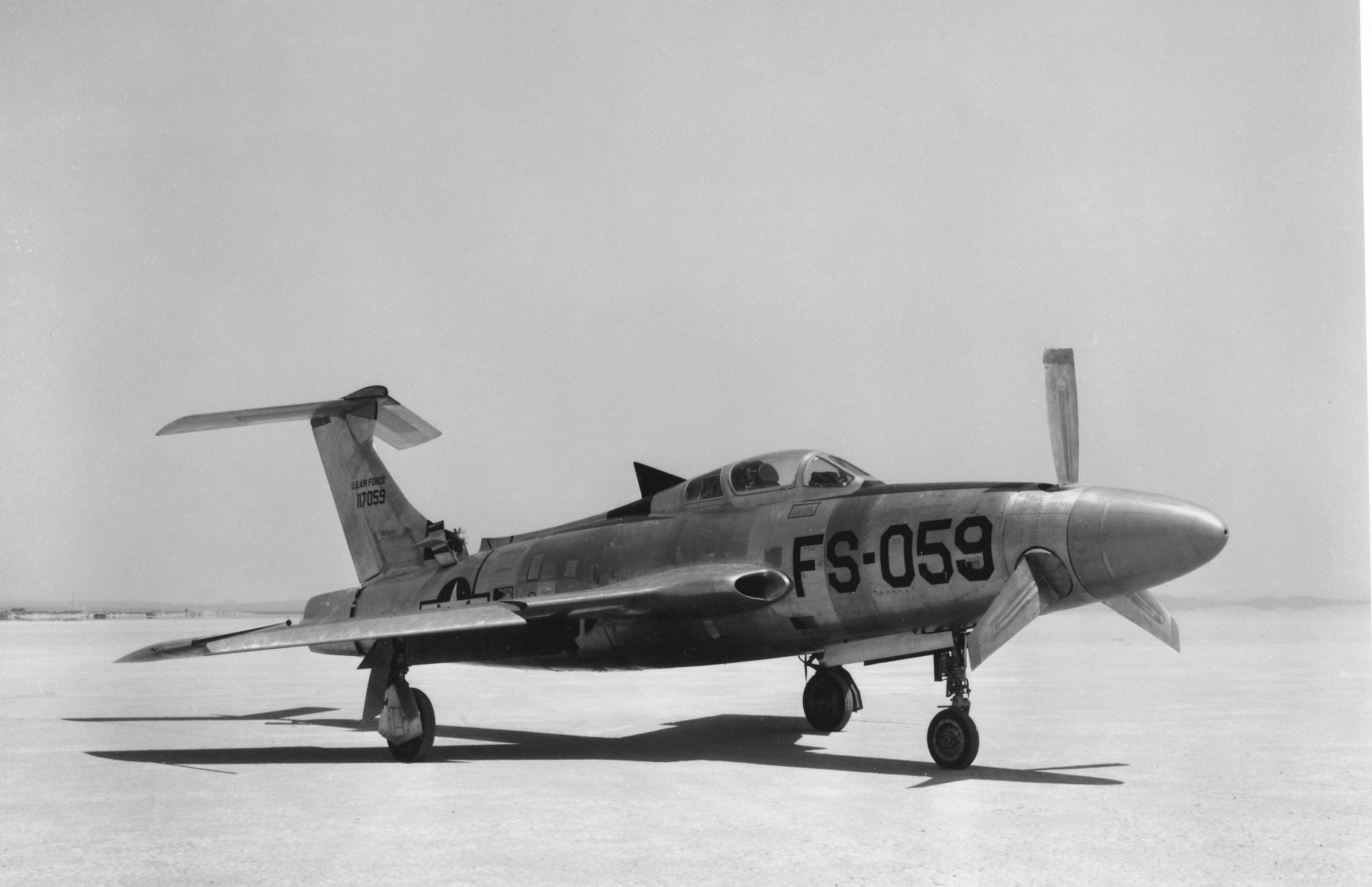
Le prototype 51-17059, sur le lit d'un lac asséché. Notez la petite éolienne de secours déployée, sur le dos vers l'arrière de l'appareil.

Après leur fabrication à l'usine Republic de Farmingdale, à Long Island, les deux XF-84H furent désassemblés et transportés par un train vers la base aérienne d'Edwards pour y être testés en vol.
L'appareil prit l'air pour la première fois le 22 juillet 1955. Il avait d'extraordinaires capacités d'accélération, mais son manque de praticabilité fut rapidement découvert. Il n'était pas du tout adapté aux conditions de combat, en raison d'un temps de chauffe obligatoire de trente minutes avant l'allumage de son moteur, ce qui empêchait évidemment d'envisager le moindre décollage d'urgence lors d'une attaque surprise. Mais le problème le plus sérieux venait des vibrations produites par l'hélice et les casses mécaniques de son mécanisme de réglage de pas et de ses arbres de transmission,. Même le constructeur Allison déclara, dans son ouvrage officiel sur l'histoire de la marque, que « le T40 était une monstruosité, un cauchemar mécanique »,.
Les deux prototypes effectuèrent un total de douze vols d'essais depuis la base d'Edwards, n'accumulant que six heures et quarante minutes de temps de vol. Lin Hendrix, l'un des pilotes d'essais affecté au programme, vola sur l'avion une seule fois et refusa pour toujours de renouveler l'expérience, affirmant : « Il n'a jamais pu voler plus vite que 830 km/h, et à partir de cette vitesse il développait un comportement de « serpentage » déplaisant, perdant apparemment sa stabilité longitudinale ». Hendrix déclara également avec énervement à l'ingénieur de Republic : « Vous n'êtes pas assez costaud et vous ne serez pas assez nombreux pour me faire remettre encore une fois les pieds dans ce truc ». Les autres vols d'essais furent entachés par des casses moteur et des problèmes persistants de circuits hydrauliques, d'engrenages, d'arbres de transmission et de vibrations dans le nez de l'appareil,.
Le pilote d'essai Hank Beaird décolla onze fois avec le XF-84H, dix de ces vols se terminant par un atterrissage forcé.

### Niveau sonore

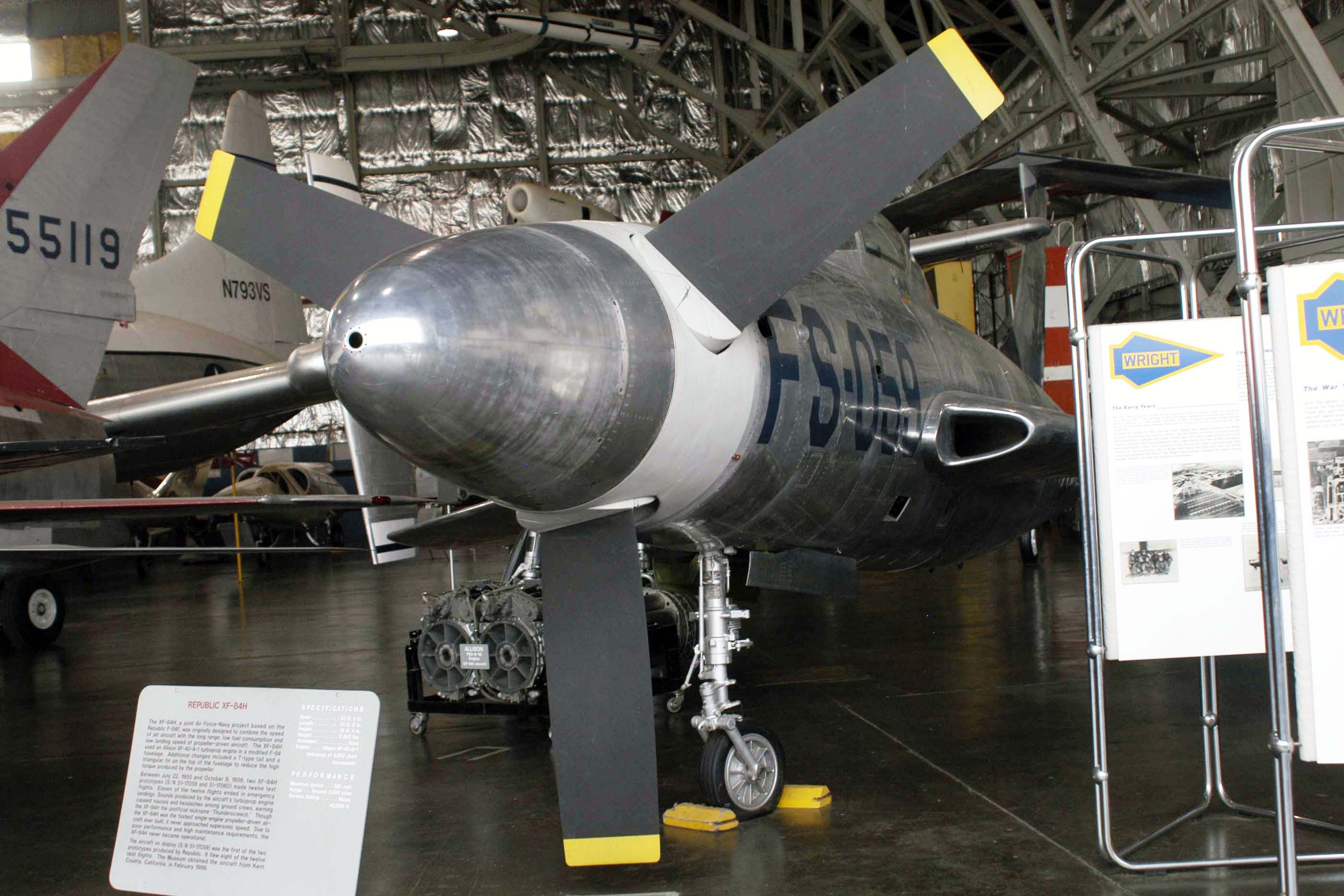
Un XF-84H dans la galerie Recherche et développement du musée national de l'Air Force à Dayton, dans l'Ohio.

Le XF-84H fut très probablement l'avion le plus bruyant jamais construit, ne trouvant que le bombardier soviétique Tupolev Tu-95 comme rival dans ce domaine. Il gagna alors les surnoms de « Thunderscreech » (« Tonnerre grinçant ») et celui de « Mighty Ear Banger » (« le dangereux destructeur de tympans »).
Lors des points fixes effectués au sol, les prototypes pouvaient apparemment être entendus à des distances de quarante kilomètres. En effet, contrairement aux hélices classiques qui tournaient à vitesse subsonique, l'extrémité des pales de l'hélice du XF-84H se déplaçait plus vite que le son, même lorsque l'avion était au ralenti au sol, ce qui produisait un bang supersonique visible continu qui rayonnait latéralement depuis l'hélice sur des centaines de mètres. L'onde de choc était en fait assez puissante pour assommer quelqu'un ; un chef d'équipe malchanceux qui était à l'intérieur d'un C-47 fut sévèrement incapacité au cours d'un essai au sol de trente minutes. Additionné au bruit déjà considérable de la partie subsonique de l'hélice et du double turbomoteur XT40, le bruit global produit par l'avion était connu pour pouvoir causer de sévères nausées et migraines parmi les équipes au sol. Dans un rapport, un ingénieur de Republic fut victime d'une crise après avoir été exposé à courte distance aux ondes de choc émises par un XF-84H à pleine puissance.
Le bruit envahissant perturba également sévèrement les opérations dans la tour de contrôle de la base d'Edwards, en causant des dommages par vibration aux composants sensibles et en forçant également le personnel du trafic aérien à communiquer avec l'équipe du XF-84H par des signaux lumineux (en). Après avoir reçu de nombreuses plaintes, le centre d'essais en vol de l'Air Force demanda à Republic de remorquer l'avion et de l'emmener à Rogers Dry Lake (en), loin des zones d'activité aérienne de l'aéroport, avant de démarrer son moteur. Le programme d'essais n'alla pas plus loin que les vols d'essais de la phase 1 du constructeur, et aucun pilote de l'US Air Force ne vola sur le XF-84H. Avec la quasi-certitude que les défaillances de moteur et d'équipement ne seraient jamais résolues, de même que l'incapacité à atteindre la vitesse prévue et les problèmes d'instabilité qui touchaient l'avion, l'US Air Force décida d'abandonner le programme en septembre 1956.

### Héritage historique

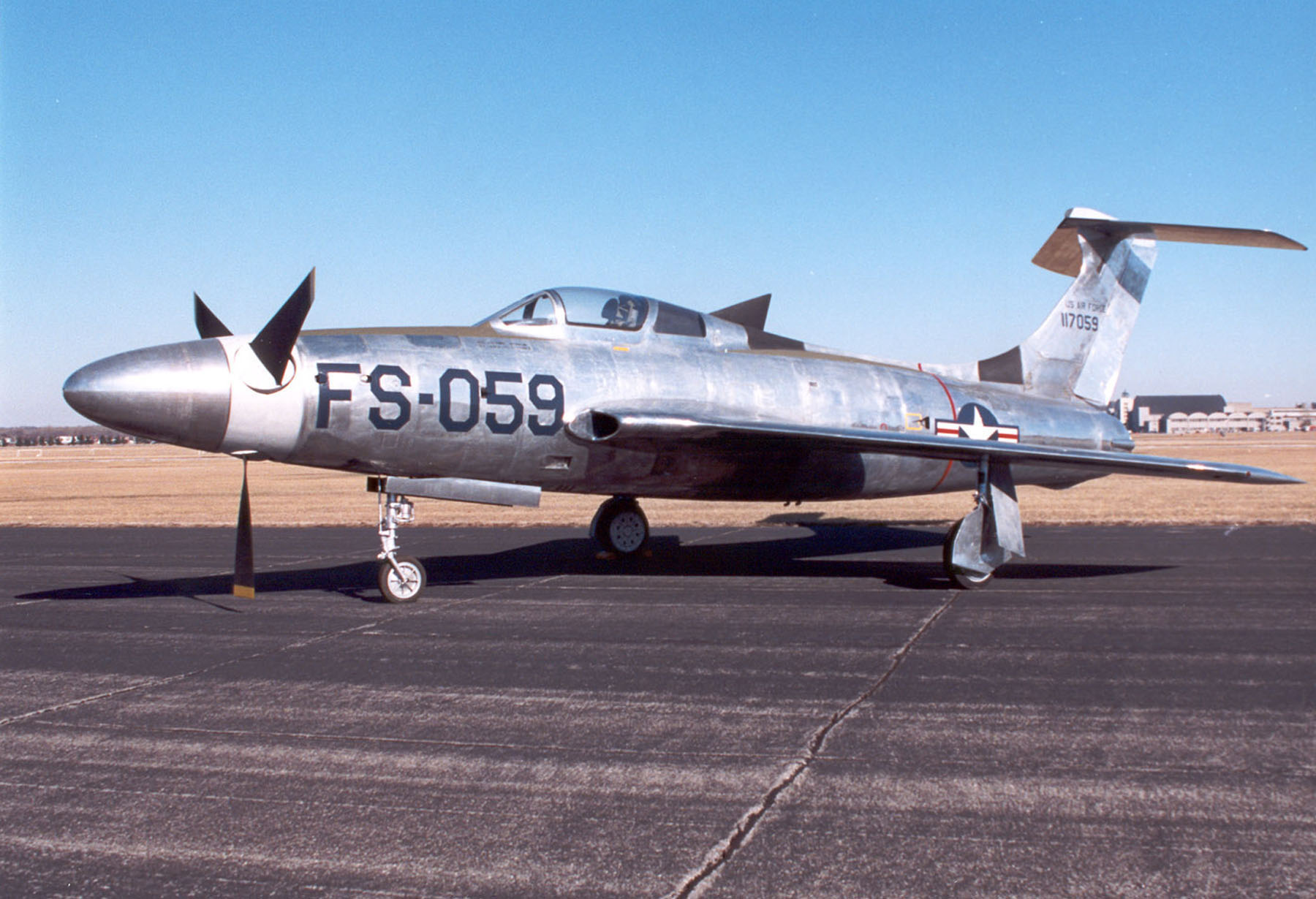
Le prototype 51-17059.

Bien que le Livre Guinness des records ait enregistré le XF-84H comme étant l'avion à hélice le plus rapide jamais construit, avec une vitesse maximale de 1 080 km/h (Mach 0,9) et 1 003 km/h (Mach 0,83) atteinte pendant les essais, cette affirmation a été mise en doute, car les gros problèmes de stabilité dont était victime l'avion l'ont probablement empêché d'atteindre une telle vitesse. La vitesse de record non officielle est également incohérente avec les données fournies par le National Museum of the United States Air Force, qui donnaient une vitesse maximale de 840 km/h (Mach 0,70), ce qui faisait néanmoins du XF-84H le monomoteur à hélice le plus rapide du monde. Ce record a toutefois été battu en 1989 par « Rare Bear », un F8F Bearcat lourdement modifié pour la course, qui atteignit une vitesse de 850,26 km/h, soit Mach 0,71. Il est intéressant de noter que cet avion est doté d'un moteur à pistons, et non d'un turbopropulseur.
Le record de vitesse toutes catégories pour un avion à hélices est celui de 870 km/h détenu depuis 1960 par le Tupolev Tu-114, un dérivé civil du bombardier multimoteur soviétique Tupolev Tu-95. Le prototype XF-88 Voodoo pourrait également jouer dans la catégorie des avions à une seule hélice, comme le XF-84H, mais il s'agissait en fait essentiellement d'un chasseur à réaction auquel avait été ajoutée une hélice, et ses deux turboréacteurs fournissaient l'essentiel de la poussée pendant les vols.

## Situation actuelle

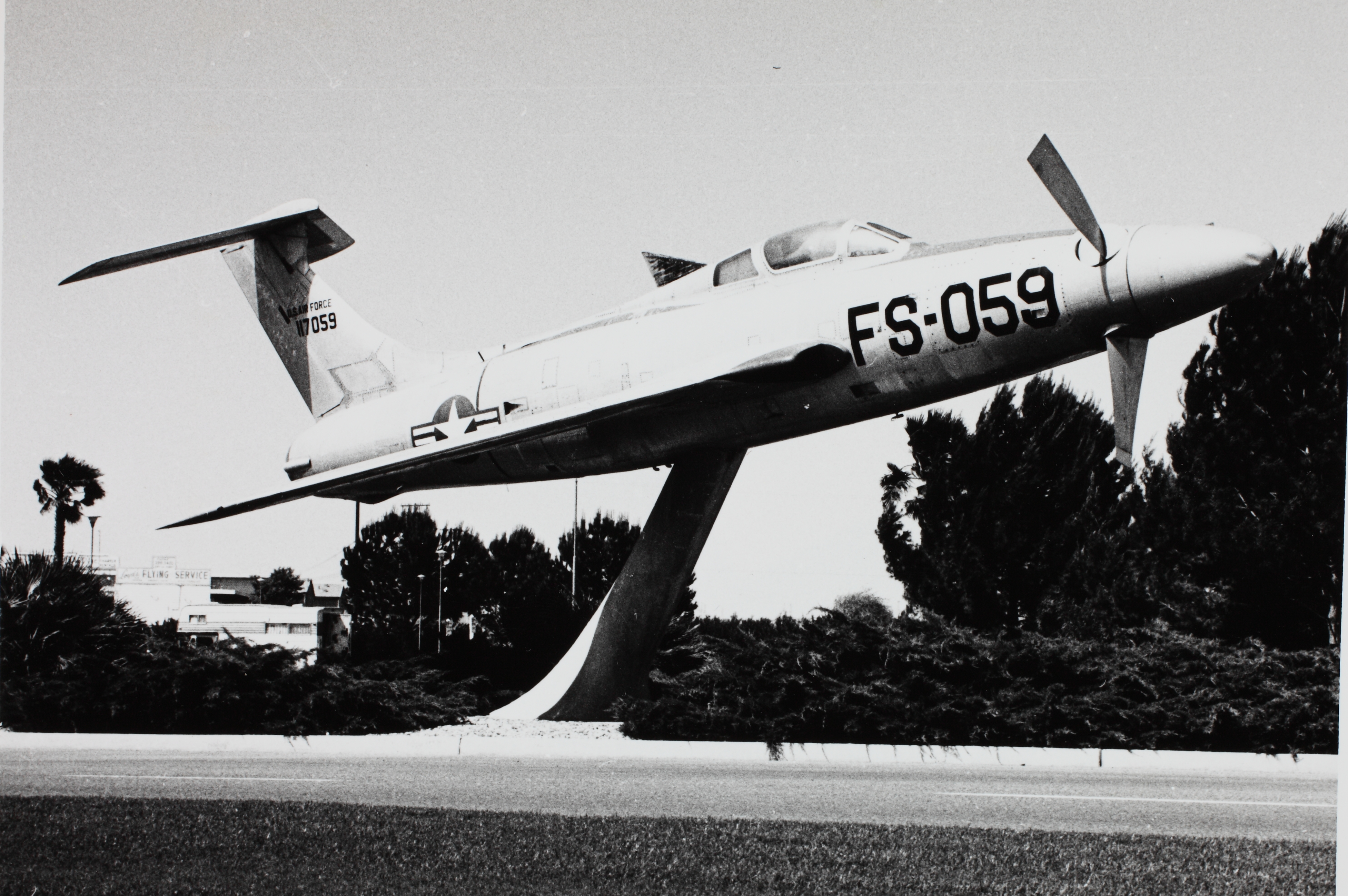
Le premier XF-84H, lorsqu'il était exposé à Bakersfield.

Les deux prototypes construits portaient les serial 51-17059 et 51-17060 et les « buzz numbers » FS-059 et FS-060 :
- 51-17059 : Cet appareil est exposé au National Museum of the United States Air Force sur la base aérienne Wright-Patterson, près de Dayton, dans l'Ohio, aux États-Unis. Il fut mis à la retraite et passa de nombreuses années installé sur un pilier à l'extérieur de l'aéroport de Meadows Field (en), à Bakersfield en Californie, où il était exposé avec son hélice en rotation au moyen d'un moteur électrique[22]. En 1992, ce « gardien de la porte » (en anglais : « gate guardian ») fut transféré à la 178e escadre de chasse de la Garde nationale aérienne de l'Ohio, dont les volontaires passèrent plus de 3 000 heures à remettre le Thunderscreech en état pour exposition[26] ;
- 51-17060 : Cet appareil n'effectua que quatre vols, et il aurait vraisemblablement été envoyé à la destruction quand le projet fut annulé en 1956. Son moteur T40 aurait apparemment été utilisé pour participer au programme d'essais en vol du Douglas A2D Skyshark[27].